# Diecezja Parnaíby
Diecezja Parnaíby (łac. Dioecesis Parnaibensis) – diecezja Kościoła rzymskokatolickiego w Brazylii. Należy do metropolii Teresina i wchodzi w skład regionu kościelnego Nordeste IV. Została erygowana przez papieża Piusa XII bullą Ad dominici gregis w dniu 16 grudnia 1944.